# Combretum grandiflorum
Combretum grandiflorum är en tvåhjärtbladig växtart som beskrevs av George Don jr. Combretum grandiflorum ingår i släktet Combretum och familjen Combretaceae. Inga underarter finns listade i Catalogue of Life.